# 奇卡索巴鎮區 (阿肯色州密西西比縣)
奇卡索巴鎮區（英語：Chickasawba Township）是位於美國阿肯色州密西西比縣的一個行政鎮區。

## 地方資料
奇卡索巴鎮區的面積為273.58平方千米，當中陸地面積為272.75平方千米，而水域面積為0.83平方千米。根據2010年美國人口普查的數據，當地共有人口18215人，而人口密度為每平方千米66.58人。